# Ladoye-sur-Seille
Ladoye-sur-Seille è un comune francese di 64 abitanti situato nel dipartimento del Giura nella regione della Borgogna-Franca Contea.

## Società

### Evoluzione demografica
Abitanti censiti